# Aeroporto Internacional de San Antonio
O Aeroporto Internacional de San Antonio (em inglês: San Antonio International Airport) (IATA: SAT, ICAO: KSAT) é um aeroporto internacional localizado em San Antonio, no estado do Texas, nos Estados Unidos.